# Parque nacional del noreste de Groenlandia
El Parque nacional de Groenlandia o Parque nacional del noreste de Groenlandia (groenlandés: Kalaallit Nunaanni nuna eqqissisimatitaq, danés: Grønlands Nationalpark)  es el parque nacional más grande en el mundo, con un área de 972.000 kilómetros cuadrados (375.000 millas cuadradas).  Ocupa poco más del 38% de la superficie de la isla de Groenlandia. De igual forma, es el único parque nacional groenlandés.
El parque abarca la totalidad del litoral noreste y las secciones interiores de Groenlandia, que es la isla más grande del mundo. Originalmente creado el 22 de mayo de 1974, el parque fue ensanchado a su tamaño presente en 1988. En enero de 1977 fue designado reserva internacional de biosfera. Es supervisado por el Departamento del Ambiente y la Naturaleza de Groenlandia.

## Geografía
El sector noreste de Groenlandia alberga el parque nacional más grande del mundo, el Parque Nacional del Noreste de Groenlandia, conocido como Kalaallit Nunaanni nuna eqqissisimatitaq en groenlandés y Grønlands Nationalpark en danés. El parque fue el primer parque nacional creado por el Reino de Dinamarca y es el único parque nacional de Groenlandia.
El parque está cubierto en su mayor parte por la capa de hielo de Groenlandia; sin embargo, hay grandes zonas libres de hielo a lo largo de la costa.
El Parque Nacional del Noreste de Groenlandia tiene 126 picos con nombre, todos ellos situados relativamente cerca de la costa. Winston Bjerg (2.002 m/6.568 pies) es el pico más alto del parque y Nunatâmeporten (1.593 m/5.226 pies) es el pico más prominente, con unos impresionantes 1.534 m de prominencia, lo que lo convierte en un pico ultraprominente.
No hay población humana permanente en el parque; sin embargo, hay unos 400 lugares que tienen un uso regular durante el verano. El parque alberga estaciones meteorológicas, estaciones de investigación y puestos militares avanzados que acogen a personas durante el invierno.
La mayoría de las personas que pasan el invierno en el Parque Nacional del Noreste de Groenlandia son militares y suelen estar asociados a la Patrulla Sirius. La Patrulla Sirius de trineos tirados por perros es una unidad naval danesa de élite encargada de patrullar el parque y hacer respetar la soberanía danesa en el este de Groenlandia.
El parque comparte fronteras, en gran parte trazadas en forma de líneas rectas, con el municipio de Sermersooq en el sur y con el municipio de Avannaata en el oeste, en parte a lo largo del meridiano 45° Oeste en la capa de hielo. La mayor parte del interior del parque forma parte de la capa de hielo de Groenlandia, pero también hay grandes zonas libres de hielo a lo largo de la costa y en Tierra de Peary, en el norte. El parque incluye las zonas geográficas de la Tierra del Rey Federico VIII, la Tierra de Peary y la Tierra del Rey Cristian X.
La zona está sometida a una pérdida de hielo mayor de la prevista.
Para visitar el parque hay que solicitar permiso al Centro Polar Danés. Algunos visitantes navegan por la costa del parque como parte de un crucero; sin embargo, la mayoría se fleta desde Ittoqqortoormiit, que es la comunidad más aislada de Groenlandia y la más cercana al parque.

## Geología
Aunque políticamente Groenlandia forma parte de Europa, geológicamente forma parte de Norteamérica. La isla forma parte del mismo continente precámbrico de Laurentia que se conoce como Escudo Canadiense, en Canadá. Debido a su remota ubicación, las formaciones geológicas del Parque Nacional del Noreste de Groenlandia están relativamente inexploradas.
En general, la costa sin hielo está formada por sedimentos formados en el Precámbrico que se han metamorfoseado. Hay restos de basaltos de inundación por toda la isla, lo que explica la metamorfosis de algunas de las capas sedimentarias precámbricas.
La orogenia caledoniana está registrada en la geología de las islas británicas, los Montes Escandinavos, Svalbard, el este de Groenlandia y partes del centro-norte de Europa. Hace unos 490 millones de años, el océano entre Groenlandia y el norte de Europa se cerró. Al juntarse los antiguos continentes, se formó Pangea, creando cadenas montañosas a lo largo de los bordes de los continentes en colisión.
La geología del extremo sur de Groenlandia se conoce mucho mejor que la del extremo norte. Uno de los aspectos geológicos más destacados del sur de Groenlandia son los ejemplares de groenlandita que se formaron hace 3.800 millones de años, descubiertos al este de Nuuk. Se trata de una de las rocas más antiguas que se conocen en el mundo, y sólo se encuentran ejemplos comparables y más antiguos en el norte de Canadá.

## Historia humana

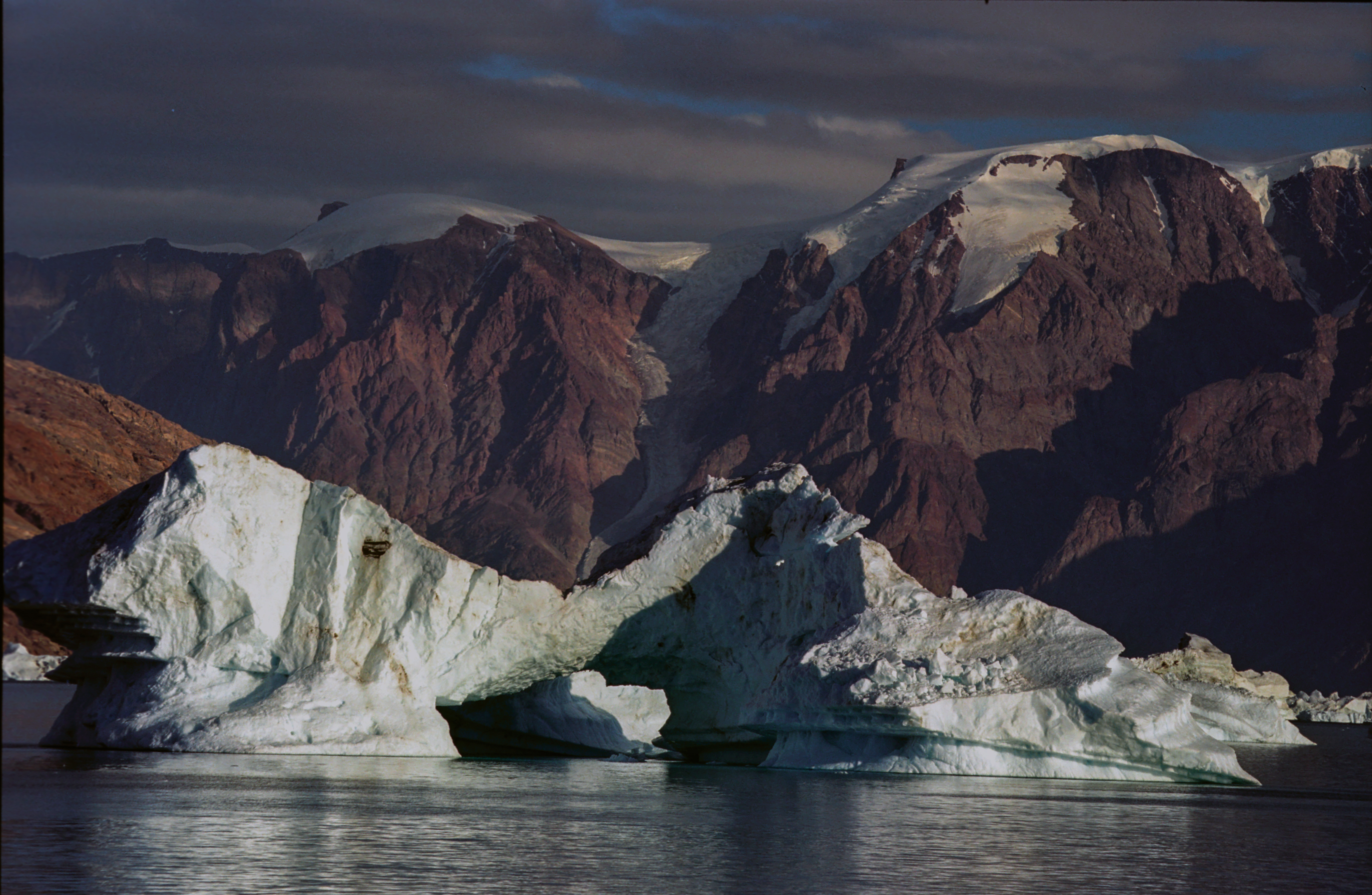
Groenlandia, fiordo de Rype, iceberg.

Las culturas más antiguas de Groenlandia de las que se tiene constancia son la Saqa y la Indepenencia I. Ambas culturas parecen haberse asentado en Groenlandia alrededor del año 2500 a. C. La Saqa habitaba el sur de Groenlandia, mientras que la Indepenence I fue descubierta en el norte, en la Tierra de Peary.
La cultura Indepenence I duró unos 600 años como cultura cazadora-recolectora en el duro clima del norte de Groenlandia. Se ha propuesto que las cambiantes condiciones medioambientales y la sensibilidad de la ecología septentrional a la caza excesiva provocaron la extinción de la cultura Independence I.
Algunos de los otros pueblos que llegaron a Groenlandia en la prehistoria formaban parte de la cultura pre-Dorset, término que engloba a grupos de antiguas culturas paleoesquimales que desafían una mejor definición. La cultura pre-Dorset existía en el Ártico canadiense y era anterior a la cultura Dorset, que habitó partes del Ártico entre 500 a. C. y 1500 d. C. aproximadamente.
Se cree que la población de la cultura Independence II era sólo un pequeño grupo de cuatro a seis familias. Por lo tanto, se cree que para haber existido durante casi 800 años como cultura tuvieron contacto con otros grupos del Ártico, como las comunidades Dorset de la isla de Ellesmere.
Además, se especula con la posibilidad de que Independencia II formara parte de la cultura Dorset contemporánea, ya que no parece haber diferencias materiales entre ambas culturas. La cultura del norte de Groenlandia duró hasta aproximadamente el año 80 de nuestra era, mientras que la cultura del sur de Dorset persistió hasta al menos el año 800 de nuestra era.
La cultura Dorset, que había existido en todo el Ártico durante miles de años, fue suplantada gradualmente por la Thule. Se cree que los Tule, como todas las culturas árticas anteriores, emigraron a través del puente terrestre de Bering desde Asia para habitar las zonas de la actual Alaska y el norte de Canadá.
Aunque las condiciones climáticas cambiantes pueden haber sido parte de la caída final de la cultura Dorset, las condiciones más cálidas abrieron el norte a los Thule. Los Thule son los antepasados de todos los nui modernos del Ártico.

## Historia del parque

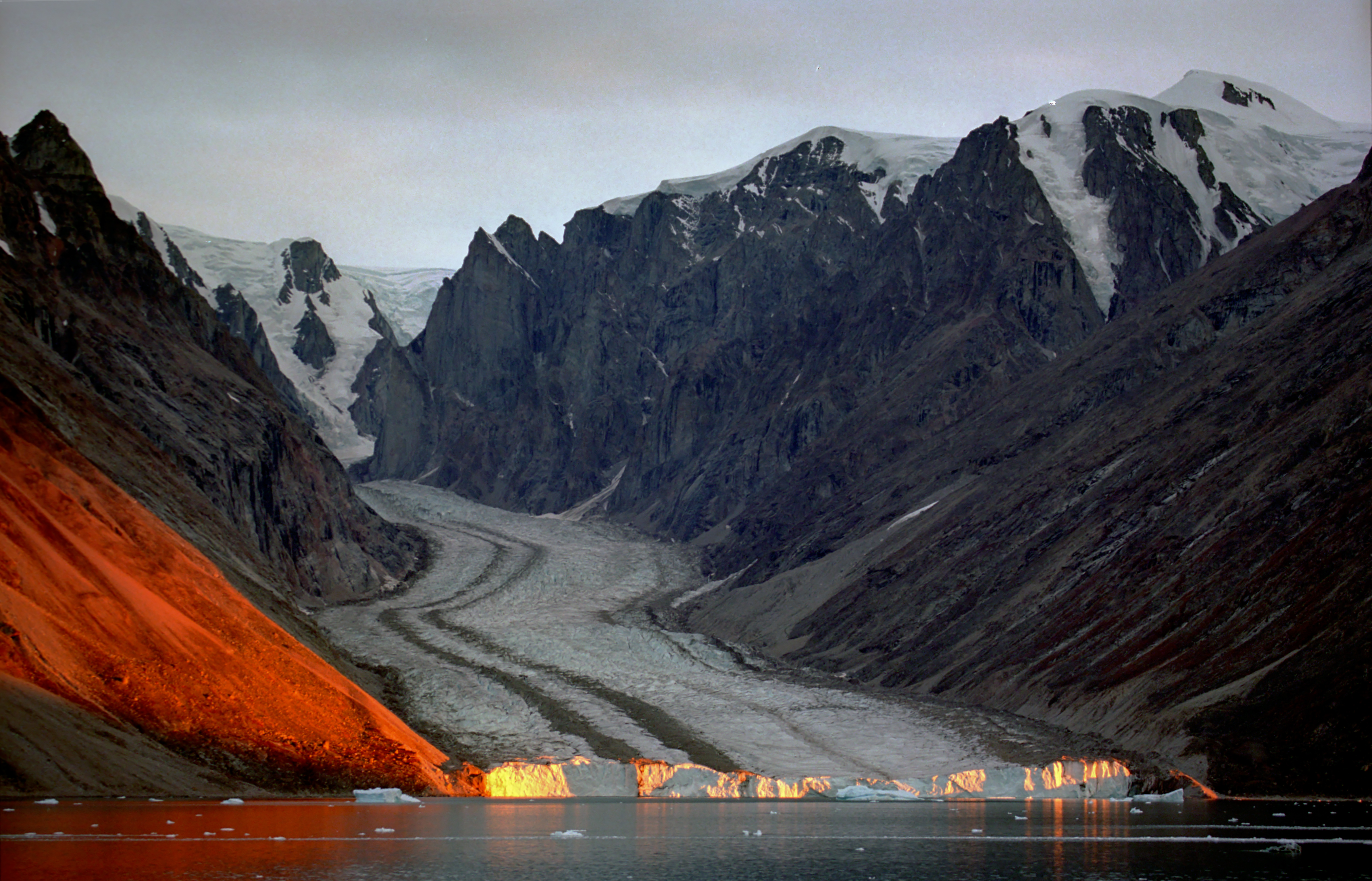
Fiordo Kaiser Franz Josef

Creado originalmente el 22 de mayo de 1974 a partir de la parte septentrional, prácticamente deshabitada, del antiguo municipio de Ittoqqortoormiit en Tunu (Groenlandia oriental), en 1988 el parque se amplió en otros 272.000 km² (105.000 millas cuadradas) hasta su tamaño actual, añadiendo la parte nororiental del antiguo condado de Avannaa (Groenlandia septentrional). En enero de 1977 fue designado Reserva Internacional de la Biosfera. El parque está supervisado por el Departamento de Medio Ambiente y Naturaleza de Groenlandia. Los campos de investigación histórica sobre la capa de hielo - Eismitte y Hielo Norte (North Ice) - se encuentran dentro de los límites del parque actual.

## Población
Sólo los prisioneros de Ittoqqortoormiit tienen libre acceso al parque, pero cada año se realizan muchos estudios científicos y expediciones en el Parque Nacional para investigar los numerosos vestigios de los antiguos asentamientos a lo largo de la costa y también porque gran parte de toda la flora y fauna de Groenlandia está representada en el Parque Nacional.
El parque nacional virtualmente no tiene población humana permanente. En 1986, la población permanente del parque era de 40 personas, viviendo en Mestersvig aunque 400 sitios tuvieron uso ocasional de verano. Estas 40 personas hacían operaciones de limpieza general y liquidación de sitios de exploración minera pero pronto dejaron estas operaciones. Recientemente sólo 27 personas y cerca de 110 perros estuvieron presentes al terminar el invierno en el Noreste de Groenlandia:
- Daneborg o Estación Daneborg (12 personas) cuartel general de la Slædepatruljen Sirius (Patrulla Sirius), la agencia de policía del parque. Sus tareas más importantes son hacer cumplir la soberanía de Dinamarca y, como autoridad policial, controlar las expediciones y las normas de conservación en el parque nacional, así como monitorear el área operativa
- Danmarkshavn (Puerto de Dinamarca) (8 personas) pequeña estación climatológica civil. La estación meteorológica de Danmarkshavn se construyó donde la expedición a Dinamarca de 1906-1908 tenía una estación base. La tarea principal del personal es lanzar un globo con instrumentos de medición dos veces al día. La estación meteorológica dispone de sensores automáticos para los siguientes parámetros: velocidad del viento, dirección del viento, ráfagas de viento, temperatura y humedad del aire, presión del aire, visibilidad y tiempo, así como altura y cantidad de nubes. Las observaciones de la estación se muestran en el sitio web de DMI. El personal vive en una casa que contiene cocina, comedor, salón, dormitorio y estudio.
- Estación Nord (5 personas) base militar del Comando de Defensa Danés, esta estación tiene capacidad para más de 20 científicos durante los meses de verano. La estación Nord está ubicada en el noreste de Groenlandia y es el lugar de destino más al norte de las Fuerzas Armadas de Noruega y su tarea principal es mantener la pista abierta durante todo el año. La tripulación está formada por 5 o 6 hombres, reclutados principalmente entre el personal de Defensa con formación profesional. La estación fue construida entre 1952 y 1956 como estación meteorológica y de telecomunicaciones con pista de aterrizaje. El propósito de la ubicación en el noreste de Groenlandia era, en parte, una estación meteorológica para poder obtener datos que permitieran hacer más precisos los pronósticos meteorológicos para la base aérea de Thule, y en parte, un aeródromo que pudiera servir como lugar de aterrizaje alternativo para los aviones estadounidenses estacionados. en la Base Aérea de Thule. Posteriormente también para aviones civiles en las rutas polares. Con el tiempo, la pista se ha ido acortando hasta los 1.800 m actuales. El repostaje anual de la Estación Norte se llamaba originalmente "Brilliant Ice" desde 1974, pero desde 2009 hasta 2019 se llama "Northern Falcon". En 2020, la tarea se llevó a casa y nuevamente se llamó "Hielo brillante".
- Mestersvig (2 personas) avanzada militar con una pista de grava de 1800 metros, ocasionalmente recibe turistas en verano. Desde su creación en 1988, la Guardia Mestersvig tiene la tarea de supervisar la zona. En relación con la inspección, la Guardia de Defensa Mestersvig presta un apoyo limitado a la investigación científica, principalmente en forma de control de expediciones en virtud de las competencias policiales asignadas.

### LaSiriuspatruljen
La Slædepatruljen Sirius o informalmente llamada Siriuspatruljen es una unidad de fuerzas especiales y patrulla danesa de Dog Sled (trineo de perros) que realizan reconocimiento de largo alcance (LRRP por sus siglas en Inglés) e imponen la soberanía danesa sobre el territorio del parque. La unidad esta operacionalmente bajo las Órdenes de Groenlandia y administrativamente bajo la Real Marina Danesa. La patrulla representa la presencia militar de Dinamarca en Groenlandia.
La unidad tiene su base en Daneborg, y tiene personal en Estación Nord, Danmarkshavn y Mestersvig. Tienen también más de 50 estaciones cabañas dispersadas a través del área patrullada. Las estaciones cabañas son resurtidas por pequeños barcos en el área meridional, y por avión en la parte septentrional. 
La unidad fue activada durante la Segunda Guerra Mundial para prevenir aterrizajes alemanes por la costa del noreste de Groenlandia. La patrulla descubrió una estación meteorológica alemana en la Isla Sabine, que fue destruida subsiguientemente por bombarderos de la USAF con base en Islandia.
La patrulla consiste enteramente de hombres (12), que sirven por un período de 26 meses. Cada verano, 6 nuevos hombres llegan y 6 que han terminado su período de servicio regresan a Dinamarca. Así, todos los años la patrulla está formada por 6 hombres que tienen la experiencia del año anterior, y 6 novatos que aprenden de los compañeros más experimentados. Ellos forman seis equipos de trineo durante el año, cada uno consistente de dos hombres y 11 a 15 perros. Al viajar, cada equipo llevará aproximadamente de 350–500 kg, dependiendo de la distancia a la próxima estación.

## Fauna

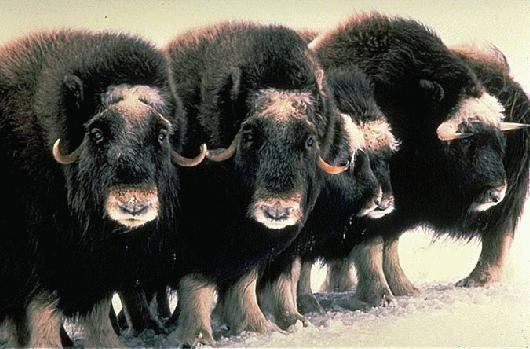
Bueyes almizcleros.

Un estimado de 5.000 a 15.000 bueyes almizcleros (Ovibos moschatus) (alrededor del 40% de la población mundial de esta especie), así como           numerosos osos polares (Ursus maritimus) y morsas (Odobenus rosmarus) pueden observarse cerca de las regiones costeras del parque.
Otros mamíferos que pueden ser vistos en esta región incluyen al zorro polar (Alopex lagopus), el armiño (Mustela erminea), el lemming de collar (Dicrostonyx torquatus) y la liebre ártica (Lepus arcticus). El reno desapareció del parque en 1900 y los lobos en 1934, aunque vuelven ocasionalmente. Otros mamíferos marinos incluyen a la foca anillada (Pusa hispida), la foca barbuda, la foca pía y la foca de casco, así como el narval y la beluga (Delphinapterus leucas).

## Galería de imágenes

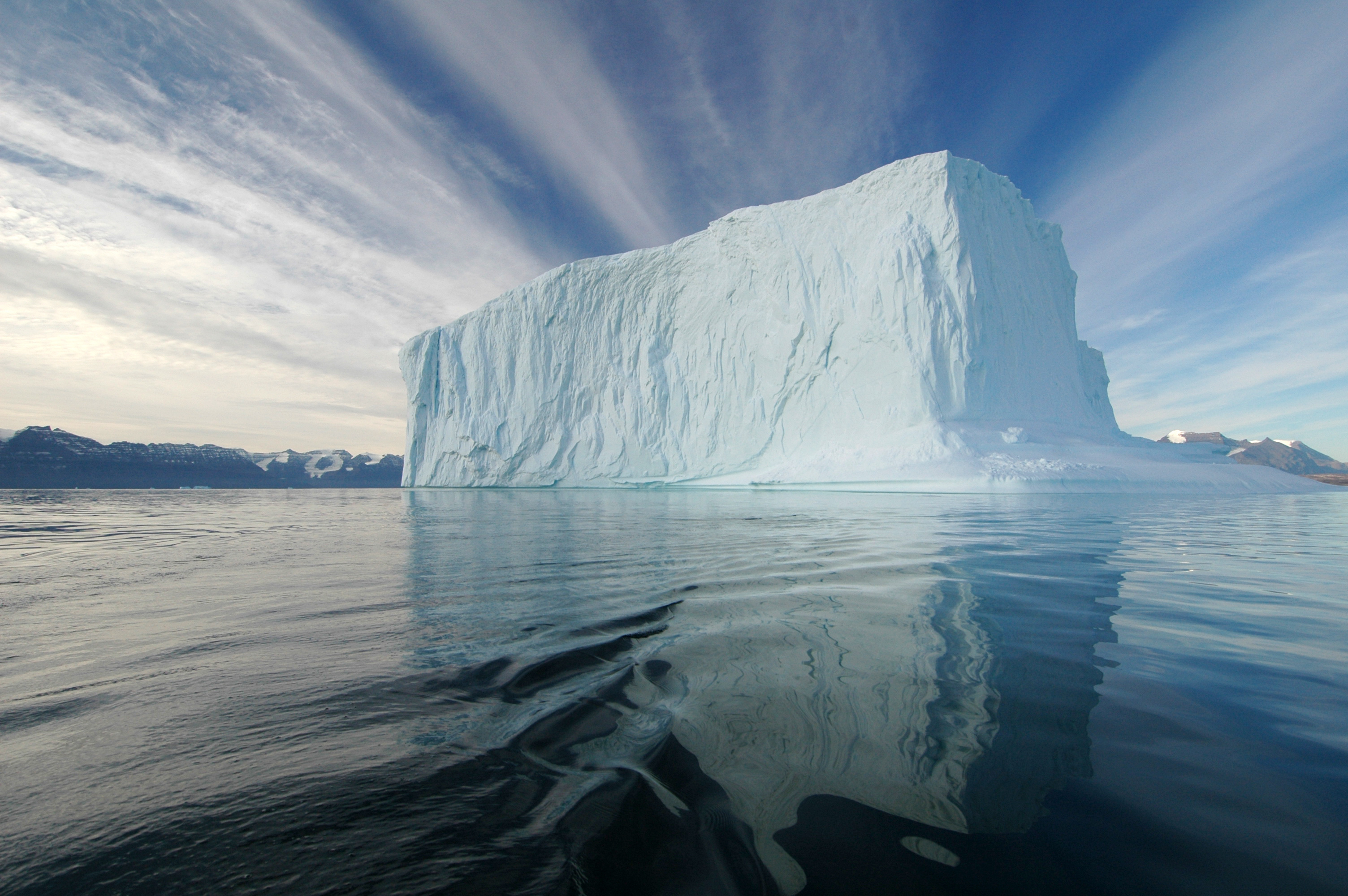
Un iceberg en el parque
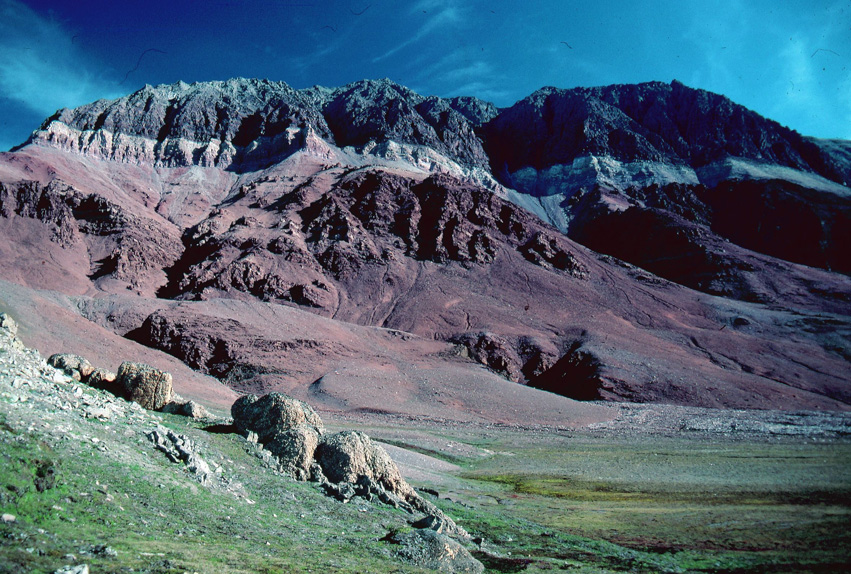
Tierra de Moscovia, Fiordo de Moscovia
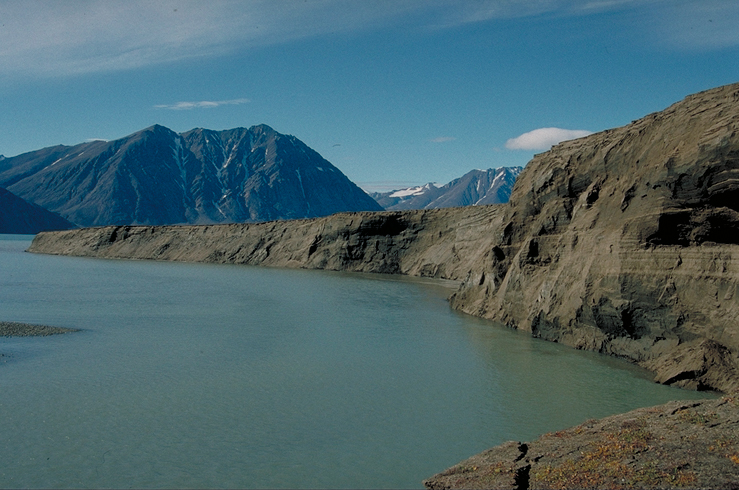
Acantilado a lo largo del lado oeste de la salida del Zackenberg Elbe
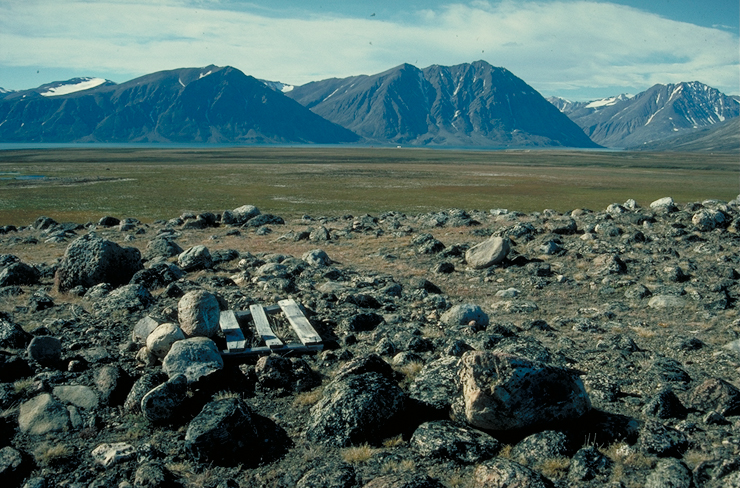
Paisaje en Zackenberg en la Estación de Zackenberg
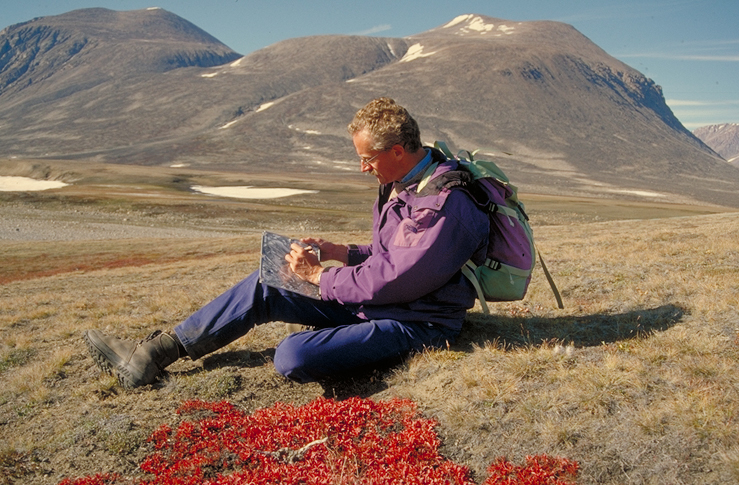
Bahía Christian en Zackenberg
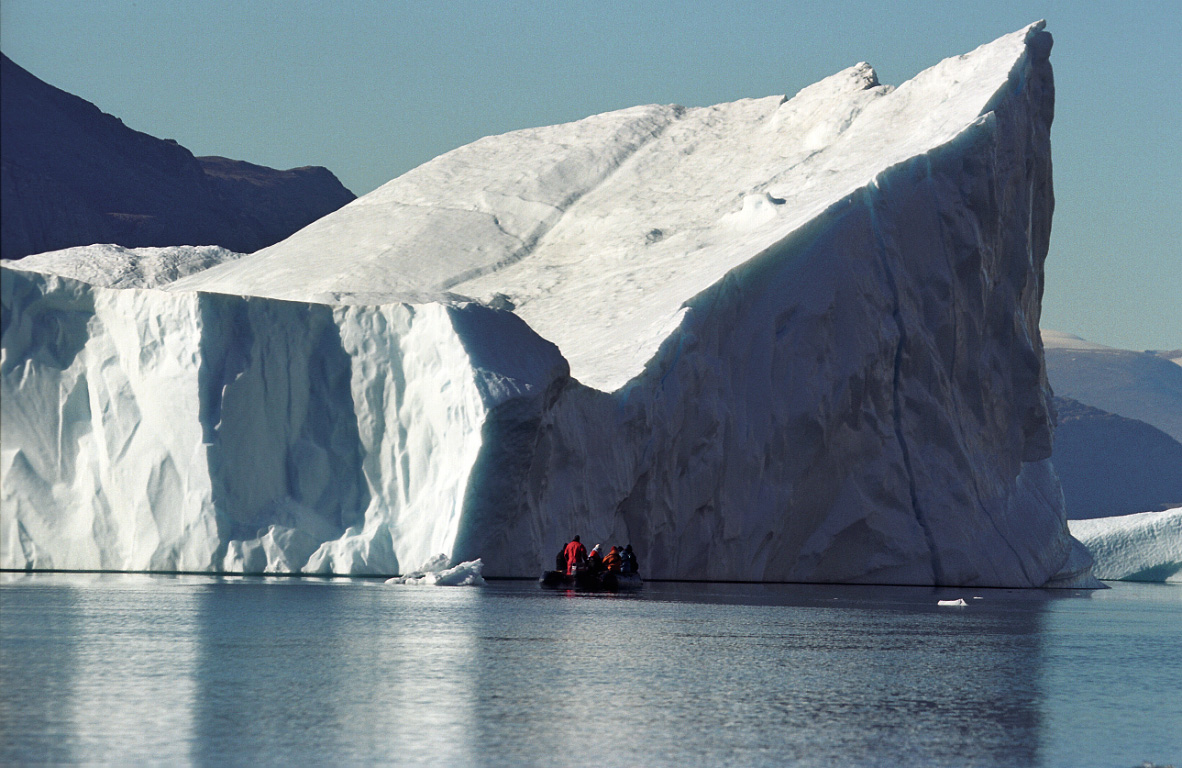
Iceberg en el fiordo Rype
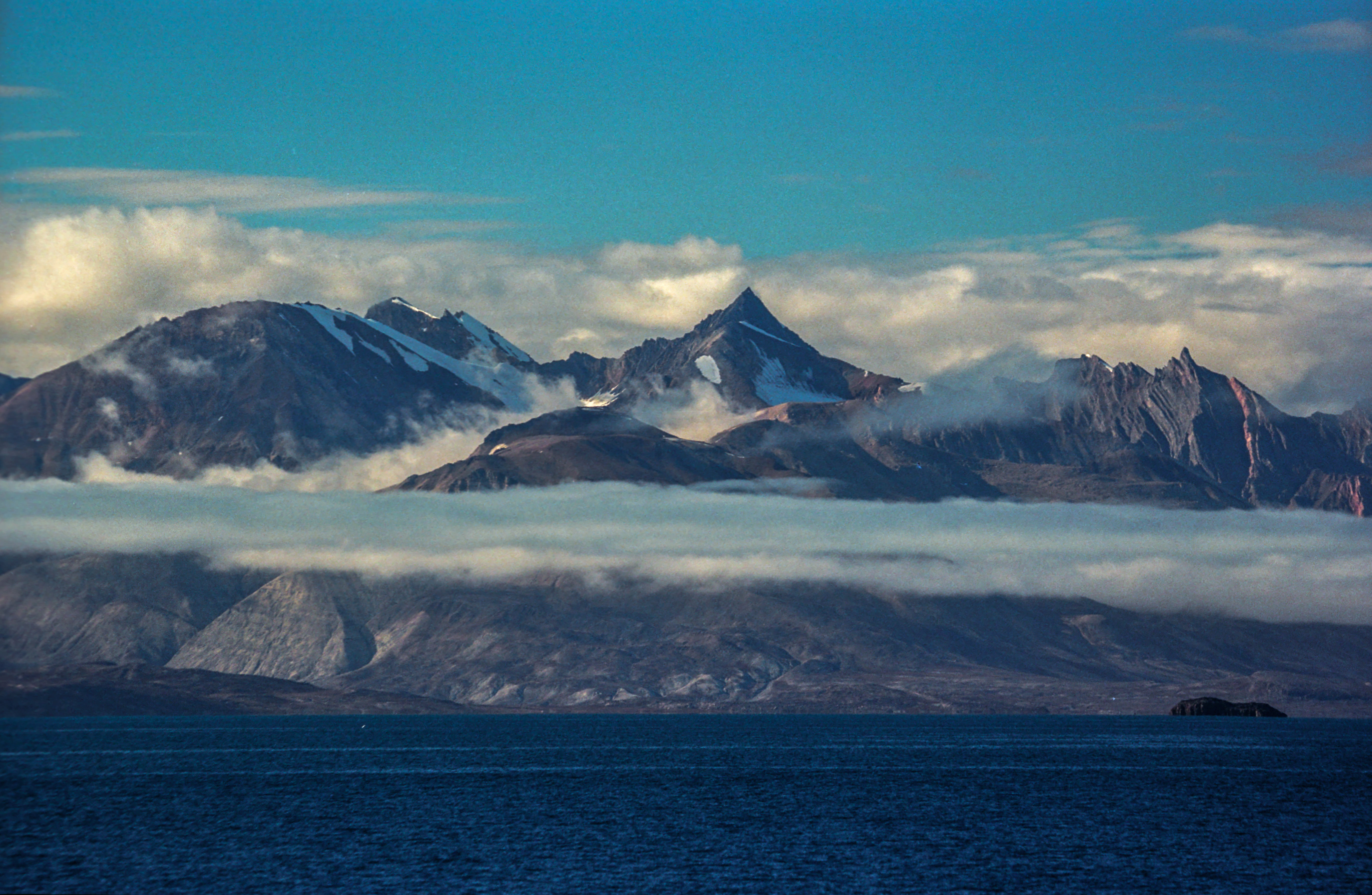
Montañas al fondo del fiordo Franz Josef
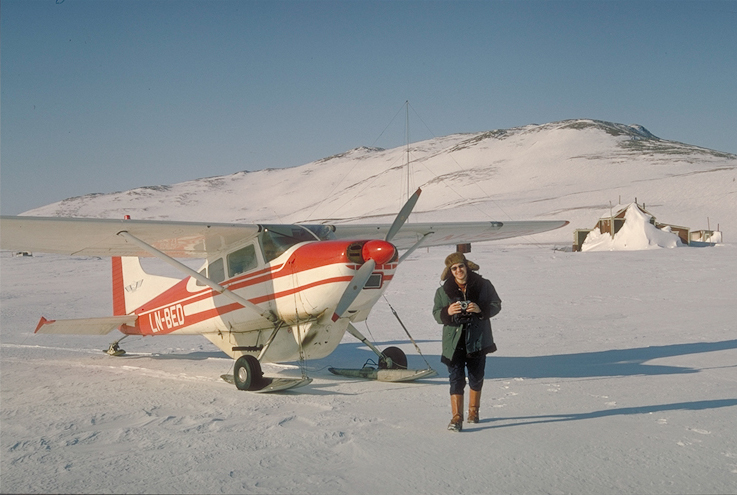
La antigua estación de pesca y telégrafo noruega en la bahía de Myggbukta